# Ennistymon
Ennistymon o Ennistimon (in gaelico irlandese: Inis Díomáin) è una città mercato nella contea di Clare, vicino alla costa occidentale dell'Irlanda. Il fiume Inagh, con le sue piccole rapide conosciute come le cascate, attraversa la città, dietro la strada principale. Un ponte sul fiume conduce alla vicina Lahinch, sulla strada secondaria nazionale N67. La città è collegata a Ennis dalla N85, continuando la strada principale dell'insediamento.

## Amministrazione

### Gemellaggi
Ennistymon è gemellato con:
- Pozzoleone
- Schimatari